# Neuilly-Plaisance
Neuilly-Plaisance ist eine französische Gemeinde mit 21.914 Einwohnern (Stand 1. Januar 2022) in der Region Île-de-France im Département Seine-Saint-Denis. Ihre Einwohner heißen Nocéen(ne)s.

## Geographie
Die Stadt liegt am nördlichen Ufer der Marne und südöstlich des Mont Avron, 14 Kilometer östlich von Paris.

## Geschichte
Die Gemeinde Neuilly-Plaisance wurde 1892 auf dem Gebiet von Neuilly-sur-Marne gegründet.

## Baudenkmäler
Siehe: Liste der Monuments historiques in Neuilly-Plaisance

## Verkehr
Die Gemeinde wird am Bahnhof von Neuilly-Plaisance von der RER Linie A angefahren.

## Persönlichkeiten
- Émile Marcus (* 1930), römisch-katholischer Geistlicher, Erzbischof von Toulouse 1996–2006
- Alain Margoni (* 1934), Komponist
- Vincent Warnery (* 1968), Betriebswirt und Manager
- Sadek (* 1991), Rapper